# Distretto di Camanti
Il distretto di Camanti è uno dei dodici distretti della  provincia di Quispicanchi, in Perù. Si trova nella regione di Cusco.